# Pontus Tidemand
Pontus Johan Tidemand (Charlottenberg, 10 dicembre 1990) è un pilota automobilistico svedese di rally e di rallycross. Ha vinto il campionato WRC-2 nel 2017 con la scuderia Škoda Motorsport e il mondiale Junior WRC nel 2013.

## Carriera

### Rally

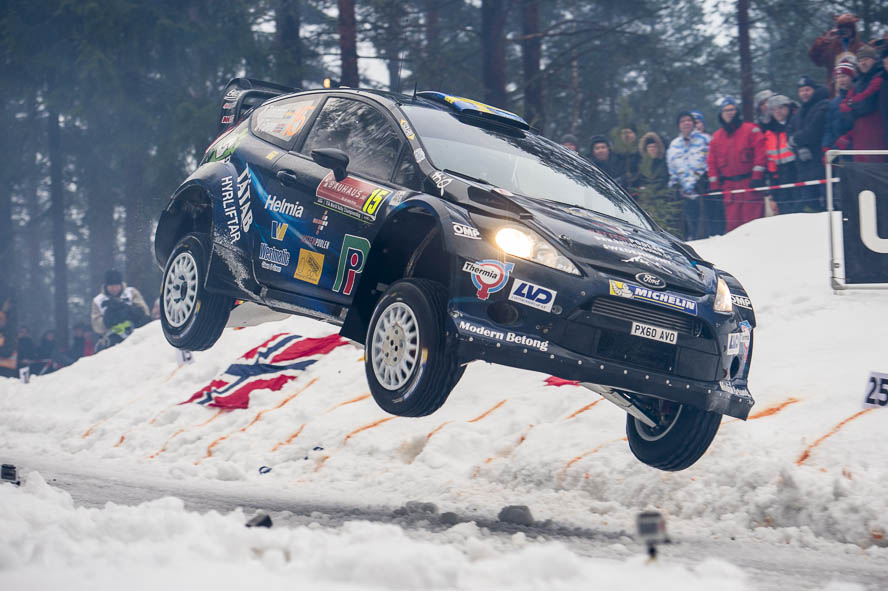
Pontus Tidemand nel 2014 su una Fors Fiesta RS WRC

Iniziò a gareggiare nei rally nel 2007 con una Volvo 940. Dal 2008 al 2010 disputò gare dei campionati svedese e norvegese e nel 2011 vinse il campionato nazionale svedese nella sua classe con una Škoda Fabia S2000.
Debuttò nel mondiale rally nel 2012, gareggiando nella serie WRC Academy con una Ford Fiesta R2, concludendo la stagione al terzo posto dietro al britannico Elfyn Evans e allo spagnolo José Antonio Suárez. Gareggiò inoltre nel Rally di Svezia nella categoria S-WRC, piazzandosi al terzo posto di classe.
Nel 2013 si aggiudicò il mondiale Junior WRC, che l'anno precedente si chiamava WRC Academy, navigato dal norvegese Ola Fløene e sempre con una Fiesta R2. In quella stessa stagione esordì anche con una World Rally Car, partecipando al Rally di Svezia iridato con una Ford Fiesta RS WRC e classificandosi all'ottavo posto assoluto, risultato che gli consentì di marcare i primi punti mondiali in carriera (4).

#### 2015–2018: Škoda Motorsport

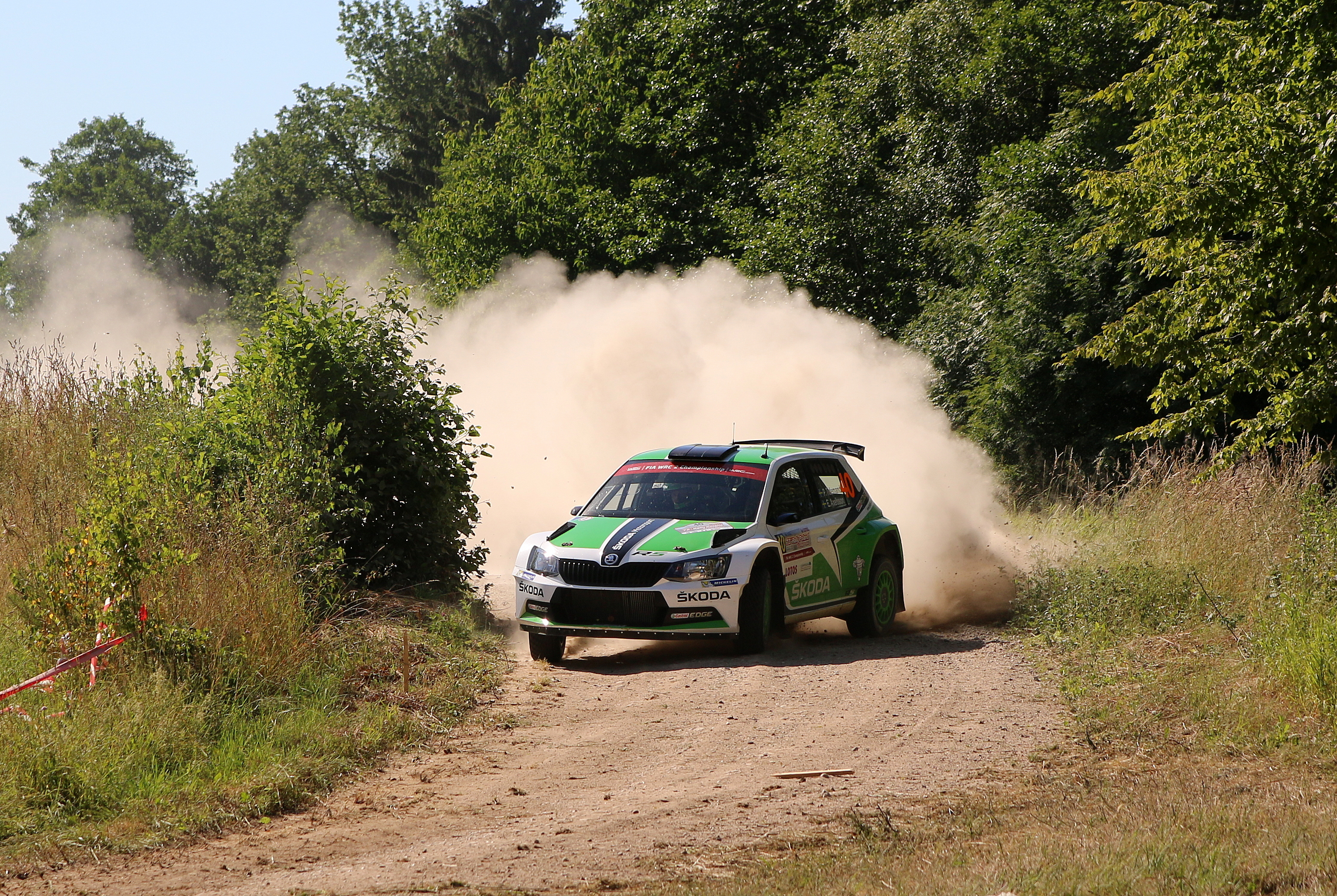
Tidemand nel 2015 con la Škoda Fabia R5

Nel 2015 entrò a far parte della scuderia Škoda Motorsport, che gli affidò la nuova Fabia R5 per gareggiare nel mondiale WRC-2 e la "vecchia" Fabia S2000 per partecipare all'Asia-Pacific Rally Championship, campionato continentale che si aggiudicò agevolmente conquistando 5 vittorie e un secondo posto su sei gare in totale. Disputò l'intera stagione con al fianco il copilota Emil Axelsson chiudendo al quinto posto nel campionato WRC-2.
Nel 2016 cambiò ancora copilota, scegliendo stavolta l'esperto Jonas Andersson, e continuò a correre in WRC-2 con la Fabia R5, terminando nuovamente la stagione al quinto posto finale di categoria.

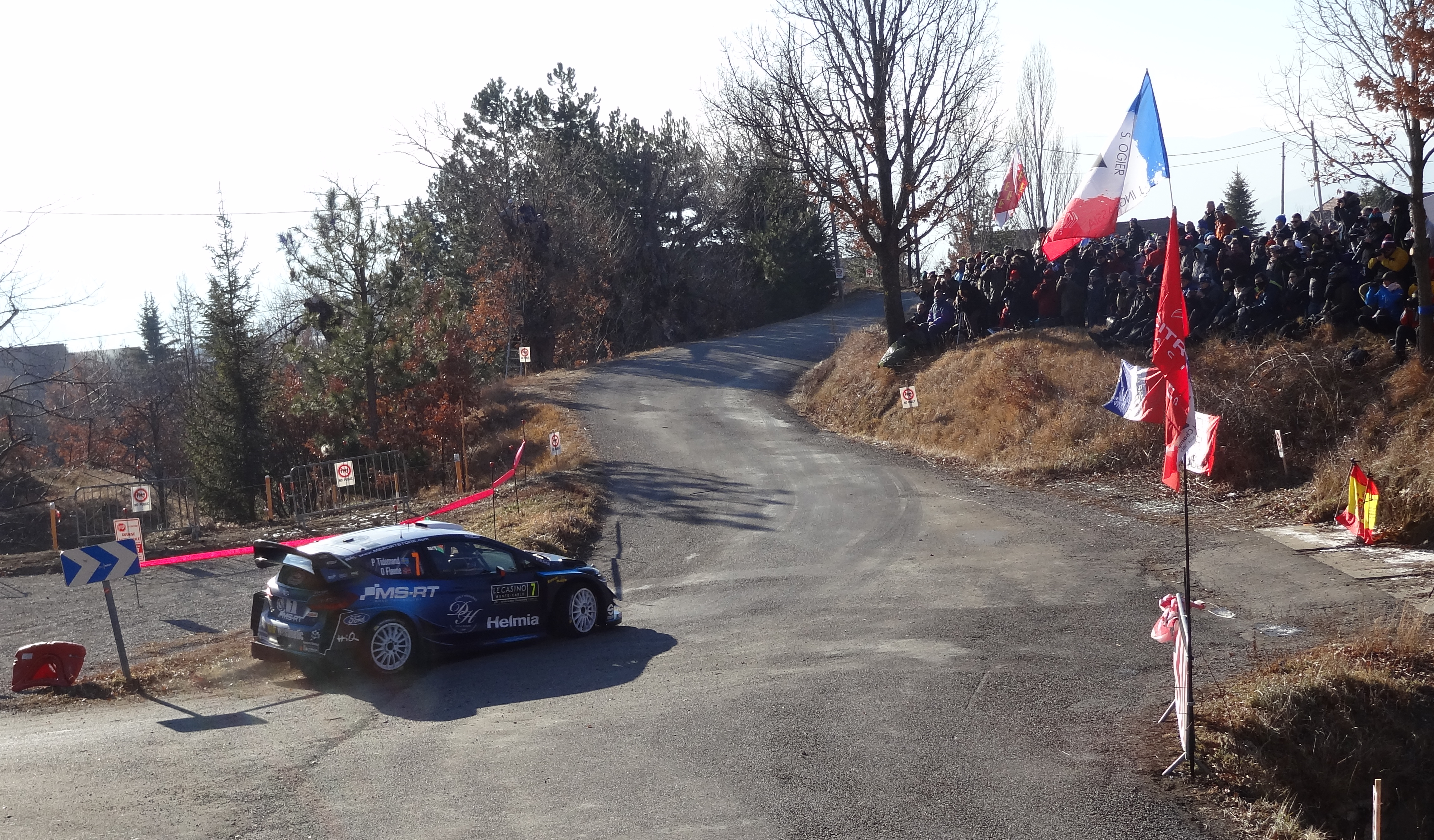
Tidemand al rally di Monte Carlo 2019 con la Ford Fiesta WRC

Il 2017 fu l'anno in cui si mise particolarmente in luce, conquistando il titolo WRC-2 sempre con la Fabia R5 e con Andersson alle note. Proseguì la gavetta nella categoria cadetta anche nel 2018 con Škoda ma non riuscì a bissare il titolo, venendo sopravanzato dal compagno di squadra Jan Kopecký.

#### 2019: M-Sport
Per la stagione 2019 tornò a gareggiare in coppia con Ola Fløene e venne inserito nella scuderia M-Sport per partecipare ad alcuni eventi della massima serie al volante di una Ford Fiesta WRC. Tidemand partecipò a quattro appuntamenti iridati, in tre dei quali finì a punti e concluse l'annata al 13º posto assoluto in classifica generale, suo miglior piazzamento in carriera nel mondiale.

### Rallycross

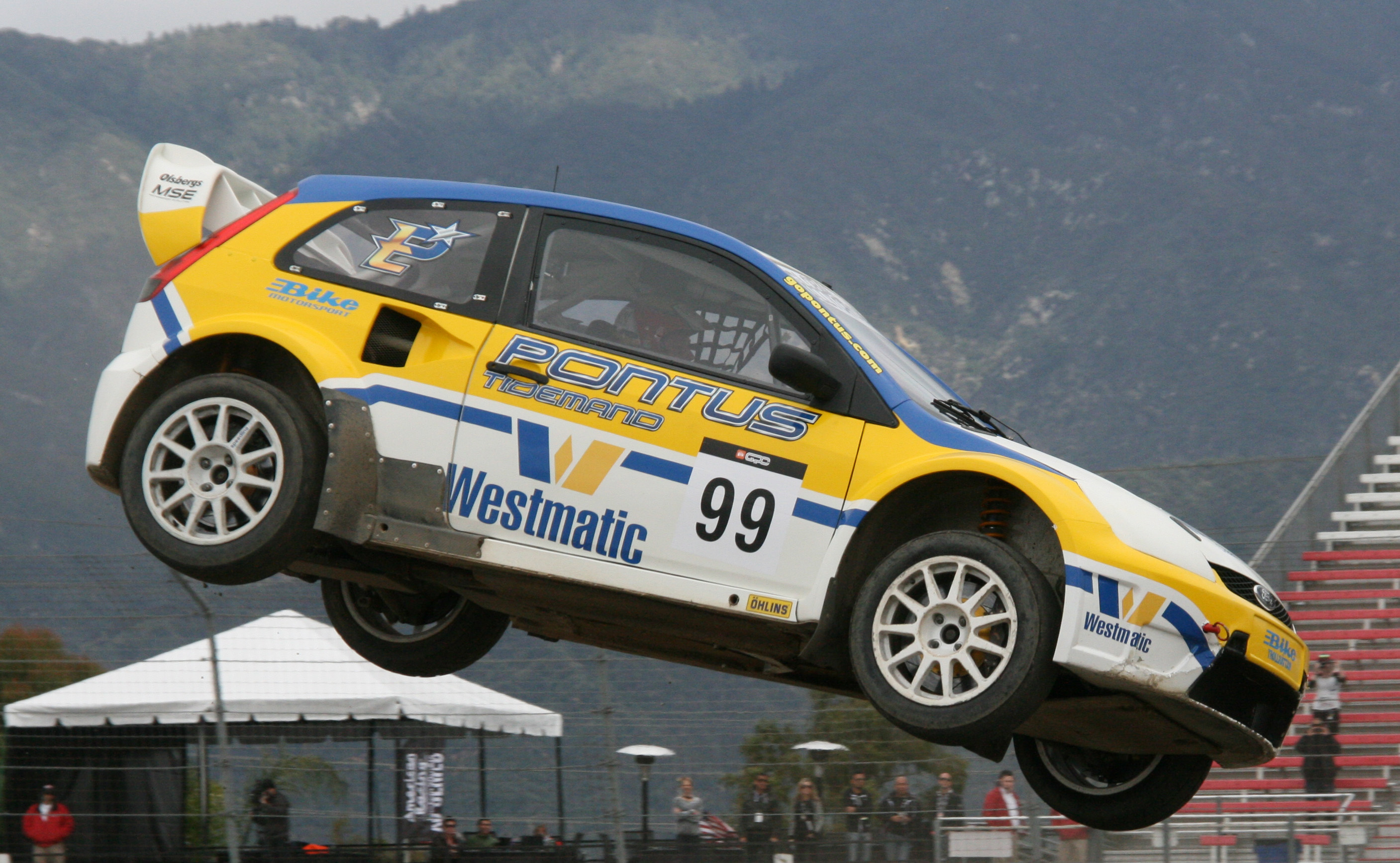
Tidemand nel 2011 durante una gara del Global Rallycross Championship

Come altri piloti suoi connazionali, Tidemand si è cimentato anche nel rallycross, disciplina molto popolare in Svezia, alternando spesso questa attività con quella nei rally. Partecipò infatti alla serie americana Global Rallycross Championship (GRX) nel 2011, gareggiando con una Ford Fiesta.
Nel 2013 disputò l'appuntamento svedese del Campionato europeo rallycross, gareggiando con una Volkswagen Scirocco assieme al connazionale Johan Kristoffersson e concludendo la gara fuori dai punti.

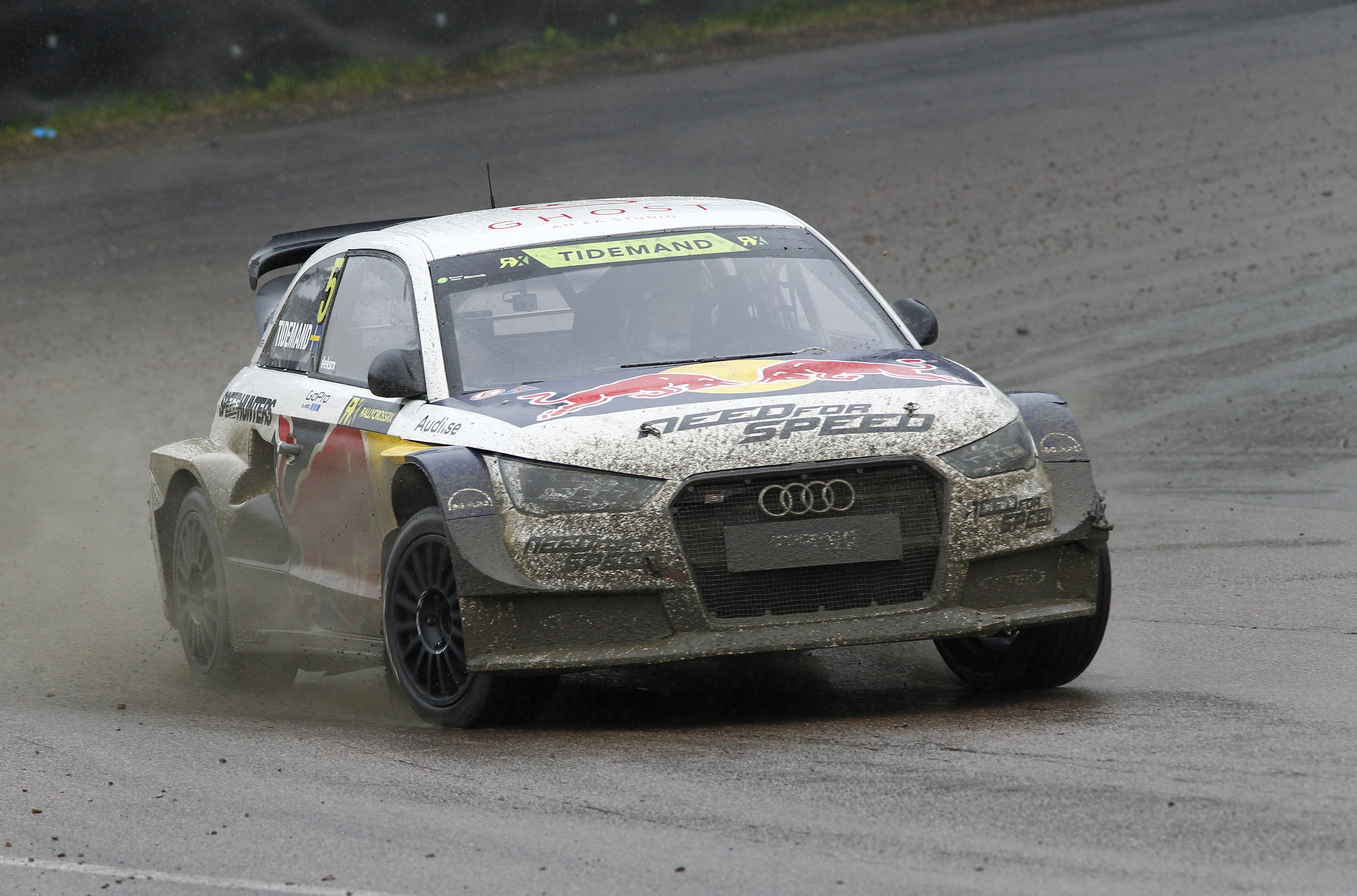
Tidemand nel 2014 durante una gara del Campionato del mondo rallycross

Nel 2014 si unì al nuovo team EKS RX di Mattias Ekström per guidare una Audi S1 sia nel campionato europeo che nel mondiale rallycross. Nel' ERX disputò quattro gare e chiuse la stagione sul podio al terzo posto, dietro al connazionale Robin Larsson e al norvegese Henning Solberg, mentre nel mondiale terminò all'ottavo posto assoluto, stavolta arrivando davanti ai rivali dell'europeo Larsson (nono) e Solberg (decimo).
Interruppe la carriera nel rallycross dal 2015 al 2018, anni che lo videro impegnato a tempo pieno nei rally, per riprendere nel 2019, quando prese nuovamente parte al campionato europeo disputando i primi quattro appuntamenti con una Volkswagen Beetle della Eklund Motorsport, scuderia fondata e diretta dall'ex pilota Per Eklund. Chiuse la stagione in ottava posizione generale e ottenendo un secondo posto nella gara di casa.

## Palmarès
- World Rally Championship-2 (2017);
- Junior WRC (2013);
- Asia-Pacific Rally Championship (2015).

### Vittorie nel mondiale rally

#### Junior WRC
| # | Anno | Evento               | Co-pilota  | Auto           |
| - | ---- | -------------------- | ---------- | -------------- |
| 1 | 2013 | Rally del Portogallo | Ola Fløene | Ford Fiesta R2 |
| 2 | 2013 | Rally di Germania    | Ola Fløene | Ford Fiesta R2 |
| 3 | 2013 | Rally d'Alsazia      | Ola Fløene | Ford Fiesta R2 |

#### WRC-2
| #  | Anno | Evento                 | Co-pilota       | Auto                   | Squadra          |
| -- | ---- | ---------------------- | --------------- | ---------------------- | ---------------- |
| 1  | 2014 | Rally di Germania      | Emil Axelsson   | Ford Fiesta R5         | -                |
| 2  | 2015 | Rally di Catalogna     | Emil Axelsson   | Škoda Fabia R5         | Škoda Motorsport |
| 3  | 2016 | Rally del Portogallo   | Jonas Andersson | Škoda Fabia R5         | Škoda Motorsport |
| 4  | 2017 | Rally di Svezia        | Jonas Andersson | Škoda Fabia R5         | Škoda Motorsport |
| 5  | 2017 | Rally del Messico      | Jonas Andersson | Škoda Fabia R5         | Škoda Motorsport |
| 6  | 2017 | Rally d'Argentina      | Jonas Andersson | Škoda Fabia R5         | Škoda Motorsport |
| 7  | 2017 | Rally del Portogallo   | Jonas Andersson | Škoda Fabia R5         | Škoda Motorsport |
| 8  | 2017 | Rally di Gran Bretagna | Jonas Andersson | Škoda Fabia R5         | Škoda Motorsport |
| 9  | 2018 | Rally del Messico      | Jonas Andersson | Škoda Fabia R5         | Škoda Motorsport |
| 10 | 2018 | Rally d'Argentina      | Jonas Andersson | Škoda Fabia R5         | Škoda Motorsport |
| 11 | 2018 | Rally del Portogallo   | Jonas Andersson | Škoda Fabia R5         | Škoda Motorsport |
| 12 | 2020 | Rally del Messico      | Patrik Barth    | Škoda Fabia Rally2 Evo | Toksport WRT     |
| 13 | 2020 | Rally di Turchia       | Patrik Barth    | Škoda Fabia Rally2 Evo | Toksport WRT     |
| 14 | 2020 | Rally di Sardegna      | Patrik Barth    | Škoda Fabia Rally2 Evo | Toksport WRT     |

## Risultati nel mondiale rally

### WRC
| 2012 | Scuderia | Vettura           |  |    |  |  |  |  |  |  |  |  |  |  |  |  |  |  | Punti | Pos. |
| ---- | -------- | ----------------- |  | -- |  |  |  |  |  |  |  |  |  |  |  |  |  |  | ----- | ---- |
| 2012 |          | Škoda Fabia S2000 |  | 18 |  |  |  |  |  |  |  |  |  |  |  |  |  |  | 0     |      |

| 2013 | Scuderia | Vettura            |  |     |  |  |  |  |  |  |  |  |  |  |  |  |  |  | Punti | Pos. |
| ---- | -------- | ------------------ |  | --- |  |  |  |  |  |  |  |  |  |  |  |  |  |  | ----- | ---- |
| 2013 |          | Ford Fiesta RS WRC |  | Rit |  |  |  |  |  |  |  |  |  |  |  |  |  |  | 0     |      |

| 2014 | Scuderia | Vettura                           |  |   |  |    |  |  |  |  |   |  |    |  |  |  |  |  | Punti | Pos. |
| ---- | -------- | --------------------------------- |  | - |  | -- |  |  |  |  | - |  | -- |  |  |  |  |  | ----- | ---- |
| 2014 |          | Ford Fiesta RS WRC Ford Fiesta R5 |  | 8 |  | 11 |  |  |  |  | 9 |  | 23 |  |  |  |  |  | 6     | 19º  |

| 2015 | Scuderia         | Vettura                        |  |    |  |  |    |  |    |   |  |  |     |   |  |  |  |  | Punti | Pos. |
| ---- | ---------------- | ------------------------------ |  | -- |  |  | -- |  | -- | - |  |  | --- | - |  |  |  |  | ----- | ---- |
| 2015 | Škoda Motorsport | Ford Fiesta RRC Škoda Fabia R5 |  | 17 |  |  | 13 |  | 13 | 9 |  |  | Rit | 9 |  |  |  |  | 4     | 24º  |

| 2016 | Scuderia         | Vettura        |  |    |  |  |   |  |    |     |   |   |  |   |    |  |  |  | Punti | Pos. |
| ---- | ---------------- | -------------- |  | -- |  |  | - |  | -- | --- | - | - |  | - | -- |  |  |  | ----- | ---- |
| 2016 | Škoda Motorsport | Škoda Fabia R5 |  | 11 |  |  | 9 |  | 19 | Rit | 8 | C |  | 9 | 13 |  |  |  | 8     | 17º  |

| 2017 | Scuderia         | Vettura        |    |   |    |  |    |    |  |    |  |    |  |    |  |  |  |  | Punti | Pos. |
| ---- | ---------------- | -------------- | -- | - | -- |  | -- | -- |  | -- |  | -- |  | -- |  |  |  |  | ----- | ---- |
| 2017 | Škoda Motorsport | Škoda Fabia R5 | 11 | 9 | 10 |  | 10 | 11 |  | 13 |  | 12 |  | 11 |  |  |  |  | 4     | 17º  |

| 2018 | Scuderia         | Vettura        |  |    |   |  |    |   |  |  |  |     |    |  |  |  |  |  | Punti | Pos. |
| ---- | ---------------- | -------------- |  | -- | - |  | -- | - |  |  |  | --- | -- |  |  |  |  |  | ----- | ---- |
| 2018 | Škoda Motorsport | Škoda Fabia R5 |  | 12 | 7 |  | 10 | 8 |  |  |  | Rit | 10 |  |  |  |  |  | 12    | 16º  |

| 2019 | Scuderia         | Vettura         |    |   |  |  |  |  |  |  |  |  |   |   |  |  |  |  | Punti | Pos. |
| ---- | ---------------- | --------------- | -- | - |  |  |  |  |  |  |  |  | - | - |  |  |  |  | ----- | ---- |
| 2019 | M-Sport Ford WRT | Ford Fiesta WRC | 20 | 8 |  |  |  |  |  |  |  |  | 9 | 7 |  |  |  |  | 12    | 13º  |

| 2020 | Scuderia     | Vettura                |  |    |   |    |   |    |    |  |  |  |  |  |  |  |  |  | Punti | Pos. |
| ---- | ------------ | ---------------------- |  | -- | - | -- | - | -- | -- |  |  |  |  |  |  |  |  |  | ----- | ---- |
| 2020 | Toksport WRT | Škoda Fabia Rally2 evo |  | 15 | 6 | 15 | 8 | 10 | 10 |  |  |  |  |  |  |  |  |  | 14    | 12º  |

| 2025 | Scuderia | Vettura               |  |    |  |  |  |  |  |  |  |  |  |  |  |  |  |  | Punti | Pos. |
| ---- | -------- | --------------------- |  | -- |  |  |  |  |  |  |  |  |  |  |  |  |  |  | ----- | ---- |
| 2025 |          | Škoda Fabia RS Rally2 |  | 16 |  |  |  |  |  |  |  |  |  |  |  |  |  |  | 0     |      |

| Legenda | 1º posto | 2º posto | 3º posto | A punti | Senza punti | Ritirato | Squalificato | NP=Non partito C=Gara cancellata | Apice=Power stage |

### S-WRC/WRC-2
| 2012 | Scuderia | Vettura           |  |   |  |  |  |  |  |  |  |  |  |  |  |  |  |  | Punti | Pos. |
| ---- | -------- | ----------------- |  | - |  |  |  |  |  |  |  |  |  |  |  |  |  |  | ----- | ---- |
| 2012 |          | Škoda Fabia S2000 |  | 3 |  |  |  |  |  |  |  |  |  |  |  |  |  |  | 15    | 8º   |

| 2014 | Scuderia | Vettura        |  |  |  |   |  |  |  |  |   |  |   |  |  |  |  |  | Punti | Pos. |
| ---- | -------- | -------------- |  |  |  | - |  |  |  |  | - |  | - |  |  |  |  |  | ----- | ---- |
| 2014 |          | Ford Fiesta R5 |  |  |  | 3 |  |  |  |  | 1 |  | 4 |  |  |  |  |  | 52    | 7º   |

| 2015 | Scuderia         | Vettura                        |  |   |  |  |   |  |   |   |  |  |     |   |  |  |  |  | Punti | Pos. |
| ---- | ---------------- | ------------------------------ |  | - |  |  | - |  | - | - |  |  | --- | - |  |  |  |  | ----- | ---- |
| 2015 | Škoda Motorsport | Ford Fiesta RRC Škoda Fabia R5 |  | 5 |  |  | 3 |  | 2 | 2 |  |  | Rit | 1 |  |  |  |  | 86    | 5º   |

| 2016 | Scuderia         | Vettura        |  |   |  |  |   |  |   |     |  |   |  |   |   |  |  |  | Punti | Pos. |
| ---- | ---------------- | -------------- |  | - |  |  | - |  | - | --- |  | - |  | - | - |  |  |  | ----- | ---- |
| 2016 | Škoda Motorsport | Škoda Fabia R5 |  | 2 |  |  | 1 |  | 7 | Rit |  | C |  | 2 | 2 |  |  |  | 85    | 5º   |

| 2017 | Scuderia         | Vettura        |  |   |   |  |   |   |  |   |  |   |  |   |  |  |  |  | Punti | Pos. |
| ---- | ---------------- | -------------- |  | - | - |  | - | - |  | - |  | - |  | - |  |  |  |  | ----- | ---- |
| 2017 | Škoda Motorsport | Škoda Fabia R5 |  | 1 | 1 |  | 1 | 1 |  | 2 |  | 3 |  | 1 |  |  |  |  | 140   | 1º   |

| 2018 | Scuderia         | Vettura        |  |   |   |  |   |   |  |  |  |     |   |  |  |  |  |  | Punti | Pos. |
| ---- | ---------------- | -------------- |  | - | - |  | - | - |  |  |  | --- | - |  |  |  |  |  | ----- | ---- |
| 2018 | Škoda Motorsport | Škoda Fabia R5 |  | 2 | 1 |  | 1 | 1 |  |  |  | Rit | 2 |  |  |  |  |  | 111   | 2º   |

| 2020 | Scuderia     | Vettura                |  |   |   |   |   |   |   |  |  |  |  |  |  |  |  |  | Punti | Pos. |
| ---- | ------------ | ---------------------- |  | - | - | - | - | - | - |  |  |  |  |  |  |  |  |  | ----- | ---- |
| 2020 | Toksport WRT | Škoda Fabia Rally2 evo |  | 3 | 1 | 3 | 1 | 1 | 2 |  |  |  |  |  |  |  |  |  | 108   | 2º   |

| 2025 | Scuderia | Vettura               |  |   |  |  |  |  |  |  |  |  |  |  |  |  |  |  | Punti | Pos. |
| ---- | -------- | --------------------- |  | - |  |  |  |  |  |  |  |  |  |  |  |  |  |  | ----- | ---- |
| 2025 |          | Škoda Fabia RS Rally2 |  | 8 |  |  |  |  |  |  |  |  |  |  |  |  |  |  | 4     |      |

| Legenda | 1º posto | 2º posto | 3º posto | A punti | Senza punti | Ritirato | Squalificato | NP=Non partito C=Gara cancellata | Apice=Power stage |

### WRC Academy / Junior WRC
| 2012 | Scuderia | Vettura        |  |  |  |   |  |     |  |   |   |  |   |  |   |  |  |  | Punti | Pos. |
| ---- | -------- | -------------- |  |  |  | - |  | --- |  | - | - |  | - |  | - |  |  |  | ----- | ---- |
| 2012 |          | Ford Fiesta R2 |  |  |  | 3 |  | Rit |  | 2 | 6 |  | 6 |  | 2 |  |  |  | 84    | 3º   |

| 2013 | Scuderia | Vettura        |  |  |  |   |  |   |  |   |   |  |   |     |  |  |  |  | Punti | Pos. |
| ---- | -------- | -------------- |  |  |  | - |  | - |  | - | - |  | - | --- |  |  |  |  | ----- | ---- |
| 2013 |          | Ford Fiesta R2 |  |  |  | 1 |  | 2 |  | 3 | 1 |  | 1 | Rit |  |  |  |  | 132   | 1º   |

| Legenda | 1º posto | 2º posto | 3º posto | A punti | Senza punti | Ritirato | Squalificato | NP=Non partito C=Gara cancellata | Apice=Power stage |